# Pișceane, Zolotonoșa
Pișceane (în ucraineană Піщане) este localitatea de reședință a comunei Pișceane din raionul Zolotonoșa, regiunea Cerkasî, Ucraina. În secolul al XIX-lea, satul făcea parte din volostul Pișceane, uezdul Zolotonoșa.

## Demografie
Componența lingvistică a localității Pișceane
     Ucraineană (97,31%)
     Rusă (2,33%)
     Alte limbi (0,19%)
Conform recensământului din 2001, majoritatea populației localității Pișceane era vorbitoare de ucraineană (97,31%), existând în minoritate și vorbitori de rusă (2,33%).